# Muhammed Bulut
Muhammed Bulut (* 20. Juni 1989 in Ahlen) ist ein deutsch-türkischer Fußballspieler.

## Karriere
Bulut erlernte das Fußballspielen in der Jugendabteilung von LR Ahlen und Ahlener SG. Nachdem er bis zum Sommer 2008 für den Ahlener SG aktiv gewesen war, wechselte er zum Stadtrivalen Rot Weiss Ahlen. Für diesen Verein spielte er die nächsten zwei Spielzeiten und ging zum Sommer 2010 zum SC Neheim. Bereits nach einer Saison verließ er auch diesen Verein und heuerte im Sommer 2011 beim Regionalligisten SC Wiedenbrück 2000 an. Zum Sommer 2012 lagen Bulut mehrere Angebote aus der Türkei vor. Er entschied sich aus den vorliegenden Angeboten für das des Zweitligisten Denizlispor und wechselte in die Türkei.
Im Sommer 2013 wurde der Vertrag bei Denizlispor aufgelöst. Einige Wochen nach der Vertragsauflösung wechselte er zum Drittligisten Menemen Belediyespor. Beim Izmirer Klub etablierte er sich auf Anhieb im Kader und wurde zum Führungsspieler. Er zählte im Saisonverlauf mit neun Saisontoren zu den erfolgreichsten Schützen des Vereins und trug damit zum Wiederaufstieg nach 25 Jahren in die 2. Liga bei. Dort läuft er mit der Rückennummer 61 auf, in Anlehnung an die Heimatstadt seiner Eltern, Trabzon.